# 弗拉迪伊夫卡區

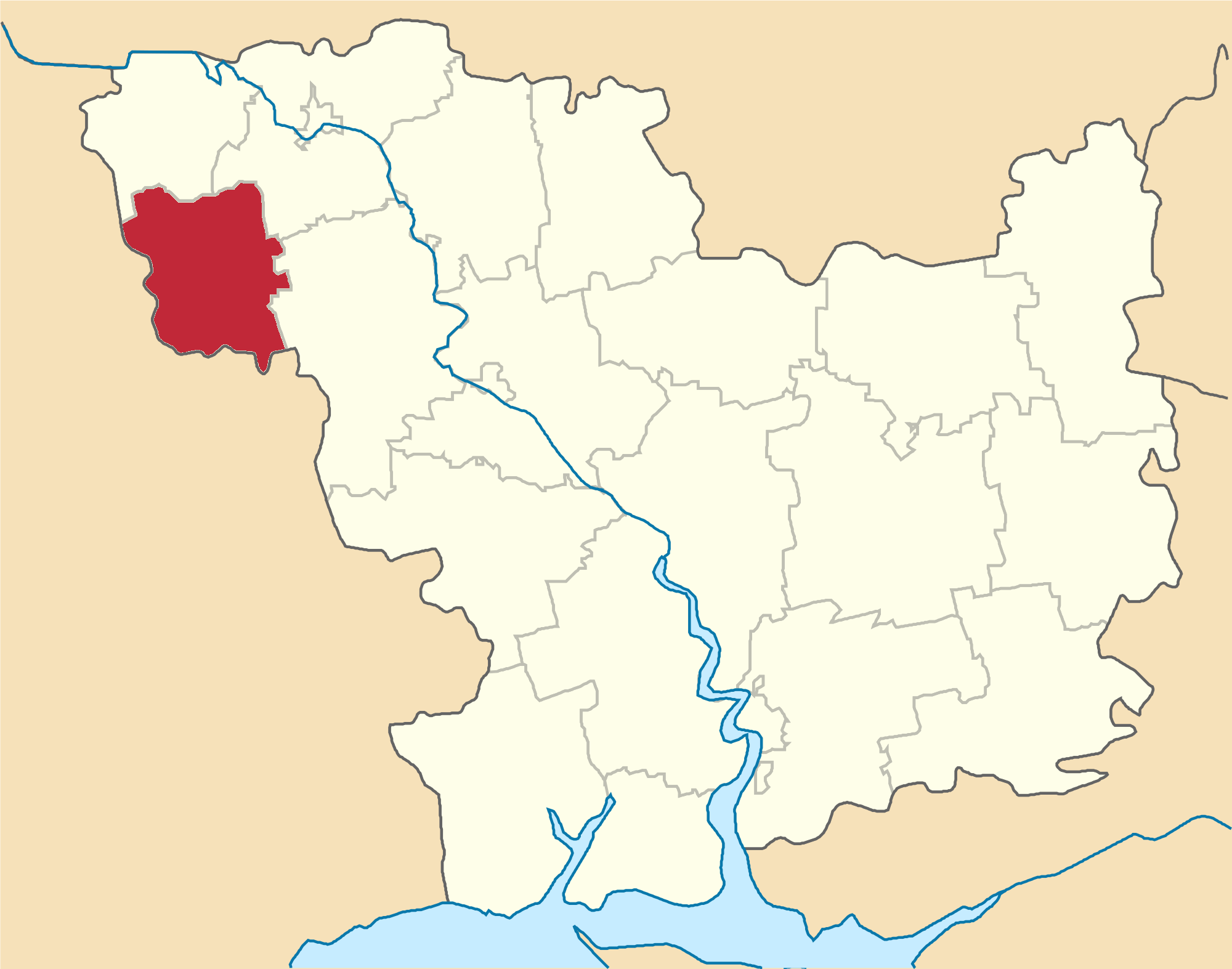
弗拉迪伊夫卡區在尼古拉耶夫州的位置

弗拉迪伊夫卡區（烏克蘭語：Врадіївський район）是位於烏克蘭南部尼古拉耶夫州的舊區，区府为弗拉迪伊夫卡，並於2020年被撤銷。該區面積811平方公里，2013年人口17,955，人口密度每平方公里22.1人。